# ضيغم (اسم)
ضيغم هو اسم علم مذكر من أصل عربي، ومعناه هو الذي يعض، ويعنون به الأسد علمًا أن الأسد هو ضيغمي.

## الأصل اللغوي
اسم علم مذكر عربي فعله ضغَمَ: عضَّ بملء فمه. والضيغم: الذي يعضُّ، ويعنون به الأسد، علماً أن الأسد هو ضيغمي.
اصل اسم ضَيْغم: عربي

## وصلات خارجية
- موسوعة السلطان قابوس لأسماء العرب نسخة محفوظة 5 أبريل 2019 على موقع واي باك مشين.